# Mandamento di San Donà di Piave
Il mandamento di San Donà di Piave era un mandamento italiano comprendente dieci comuni della provincia di Venezia.
Coincideva con il vecchio distretto VII di San Donà della provincia di Venezia, a sua volta derivato dal cantone I di San Donà del dipartimento dell'Adriatico. Vi rientravano i comuni di Cavazuccherina (oggi Jesolo), Ceggia, Fossalta di Piave, Grisolera (oggi Eraclea), Meolo, Musile di Piave, Noventa di Piave, San Donà di Piave (15 508 abitanti nel 1921), San Michele del Quarto (oggi Quarto d'Altino) e Torre di Mosto.
Soppressa nel 1923 come tutti i mandamenti, questa entità geografica è ancora utilizzata da alcuni enti e associazioni. Insieme all'ex mandamento di Portogruaro, il suo territorio costituisce l'area geografica denominata Veneto Orientale.